# ميكايل أنديرسون
ميكايل أنديرسون (1 يوليو 1998 بريكيافيك في آيسلندا - ) هو لاعب كرة قدم دانمركي في مركز الوسط. لعب مع نادي إكسلسيور ونادي ميتييلاند ونادي فينديياسيل ‏.

## روابط خارجية
- ميكايل أنديرسون على موقع الاتحاد الأوربي (الإنجليزية)
- ميكايل أنديرسون على موقع قاعدة بيانات كرة القدم.إي يو (الإنجليزية)
- ميكايل أنديرسون على موقع ناشيونال فوتبول تيمز (الإنجليزية)
- ميكايل أنديرسون على موقع Soccerway.com (الإنجليزية)
- ميكايل أنديرسون على موقع عالم كرة القدم.نت (الإنجليزية)